# Gérard Gourguechon
 (janvier 2021).
 (avril 2024).
Gérard Gourguechon, né le 2 octobre 1940 à Blargies, est un ancien inspecteur des impôts et syndicaliste français, ancien secrétaire général du Syndicat National Unifié des Impôts (SNUI) , ancien porte-parole du Groupe des Dix devenu Union syndicale Solidaires, ancien Vice-président du Conseil scientifique d'Attac, toujours membre de celui-ci (Fiscalité, mondialisation financière, paradis fiscaux, etc) et membre de la Fondation Copernic (Fiscalité, Dépendance, etc).

## Activités syndicales et altermondialistes
Gérard Gourguechon a adhéré au syndicat CGT des Contributions indirectes dès son entrée dans cette administration en 1960 à Compiègne (Oise), administration où ce syndicat était majoritaire. Devenu inspecteur des Contributions directes, il adhère au syndicat national unifié des impôts en septembre 1965 à Rethel (Ardennes), syndicat majoritaire dans l'administration des Contributions directes. Il est ensuite muté à Paris en septembre 1967. Il "suit" les manifestations et les débats de mai 1968 à Paris (Sorbonne, Odéon, etc). En octobre 1968 il adhère au PSU, à la section Épinettes/Batignolles, où il habite. En 1969 il suit un stage de formation syndicale du SNUI et commence ensuite à militer activement dans son syndicat sur Paris. En 1971 il participe à la mise en place d'une section PSU "Impôts / Finances - Paris / Ile de France". Il devient secrétaire de la section du SNUI de Paris Nord Est en 1972. Il est appelé au Bureau national du SNUI en février 1974. Il devient secrétaire général du SNUI au Congrès de Dourdan en septembre 1980, et le restera jusqu'en juin 1986, au congrès d'Alençon, où il sera remplacé par Bernard Lagardère.
Par la suite, il reste au Bureau national du SNUI, où il contribue notamment à participer à faire vivre les "ouvertures" du SNUI sur l'extérieur (contacts avec d'autres syndicats en France, contacts avec des syndicats des finances en Europe, contacts avec des économistes, des chercheurs et des universitaires sur la fiscalité et sur le syndicalisme, etc). Il participe à la mise en place de l'association "Agir ensemble contre le chômage AC! " et aux marches contre le chômage en 1994.
Gérard Gourguechon a contribué à créer en décembre 1981 l'Union syndicale Groupe des Dix (G10), devenue depuis l'Union syndicale Solidaires. et en a été le premier porte-parole jusqu'en 2001, date où il fut remplacé par Annick Coupé. En 1982, il participe, aux côtés de Daniel Gentot (SNJ), de Bernard Deleplace (FASP), de Maurice Ragot et de Guy Georges (SNI-PEGC) à l'Appel des cinq pour l'unité syndicale. Il a été un de ceux qui ont poussé le SNUI à jouer un rôle majeur dans la lutte contre l'AMI. Puis il a contribué à créer l'organisation altermondialiste Attac en 1998. En tant que représentant de ce membre fondateur qu'était le SNUI, il a été membre du Conseil d'administration d'Attac de 1998 à 2006 et a participé au démarrage de son Conseil scientifique en 1999 où il est rapidement devenu un des animateurs des travaux menés sur la fiscalité et sur les paradis fiscaux, étant auditionné à ce titre par les parlementaires.
Gérard Gourguechon est à la retraite depuis 2001, mais il continue de militer au SNUI, à Solidaires, à Attac et à la Fondation Copernic. En 2012, il suit encore les activités et les réunions du SNUI (devenu Solidaires Finances Publiques) et participe toujours aux débats, aux travaux et à l'activité de l’association ATTAC. À ce titre, il a notamment contribué à la rédaction des deux livres qui ont été consacrés à la dénonciation de l'utilisation des paradis fiscaux par les firmes multinationales, banques et institutions financières. Il a contribué à la campagne contre le Traité constitutionnel européen et a participé aux livres d'Attac sur le développement durable ainsi qu'à son Alter dictionnaire. Depuis 2005, il représente Attac dans la Plate-Forme "Paradis Fiscaux et Judiciaires" (avec le Secours Catholique, le CCFD, Survie, Transparency International, etc).
Partisan d'une réforme de la fiscalité française et s'opposant à ses allègements, notamment au profit des entreprises, il a travaillé sur la façon dont les choix de prélèvement de l'impôt agissent sur les inégalités et rédigé avec Serge Colin et Vincent Drezet un livre sur la fiscalité en Europe. Il représente  Attac dans le collectif d'ONG et d'associations qui lance au niveau international une campagne destinée à lutter pour la mise en place d'un dispositif de contrôle du secret bancaire et de sanction des concurrences fiscales déloyales de certains pays aboutissant à priver d’autres de ressources qui auraient pu être affectées à des projets sociaux.

## Publications
- Les Editions de l'Atelier, sous la direction de Jean-Claude Boual "Syndicalisme, quel second siècle?" - Les Editions Ouvrières. octobre 1995.
- Les Editions Syllepse "Agir ensemble contre le chômage". Données et Arguments N°1 / avril 1994, N°2 / mars 1995, N°3 / décembre 2001.
- Les Editions des mille et une nuits. Les Petits libres N°30 Attac "Les paradis fiscaux ou la finance sans lois". octobre 2000.
- Les Editions des mille et une nuits. Les Petits libres N°56 Attac "Vivent les impôts!". février 2005.
- Les Editions Syllepse. Les Cahiers de la Fondation Copernic "Dépendance, perte d'autonomie, affaire privée ou Sécurité sociale?". avril 2011.
- Les Editions Syllepse. Les Cahiers de la Fondation Copernic "Un impôt juste pour une société juste". juillet 2011.
- Pour un serpent fiscal européen , coordonné par Vincent Drezet (Syndicat national unifié des impôts), avec Gérard Gourguechon et Serge Colin, préface de Dominique Plihon, Syllepse, 2005.
- Le Développement a-t-il un avenir [6][source insuffisante]?, sous la direction de Jean-Marie Harribey (Attac), avec Gérard Gourguechon et Janette Habel, Mille et une nuits, 2004.
- "Il faut démontrer qu'un autre monde est possible" (dans Beau linge et argent sale — Fraude fiscale internationale et blanchiment des capitaux de Jean-Pierre Thiollet, pp.25 à 34, Anagramme éditions, 2002)